# Sävsjö hembygdsförening
Sävsjö hembygdsförening är en hembygdsförening i Sävsjö, som grundades 1922.
Föreningen har sedan 1972 gett ut en årsskrift.
Hembygdsföreningen äger ett antal byggnader, varav många ligger i Hembygdsparken i Sävsjö

## Hembygdsföreningens byggnader
- Ljungastugan från 1826, som varit mangårdsbyggnad i Norra Ljunga socken och flyttades till Hembygdsparken 1943.
- Muntarpsboden från 1700-talet, som är en svalgångsbod som flyttades till Hembygdsparken från Muntarp i Vallsjö socken 1927.
- Backstugan Försberg, som låg i Föreda Hansgårds sydvästra utmarker och flyttades 1925 till Hembygdsparken.
- Marknadsbod från 1800-talets mitt från Vrigstads gamla marknadsplats och flyttades till Hembygdsparken 1927.
- Ljungaboden, en så kallad utskottsbod från Norra Ljunga socken, troligen från 1700-talet och flyttad till Hembygdsparken 1949.
- En ängslada från Forsa Jonsgård, Bringetofta socken, troligen från 1800-talets början och flyttad till Hembygdsparken 1949.
- Sandellska vaxblekeriet låg vid Vrigstadsvägen i Sävsjö. Det är inrett med de ursprungliga inventarierna och flyttades till Hembygdsparken 1965.
- Skomakerimuseet vid Eksjöhovgård, som har inventarier och maskiner i stort sett intakta från ett tidigare skomakeri.
- Skolmuseet i Norra Ljungas församlingsgård.
- Statarstugan vid Eksjöhovgårds värdshus.
- Brandmuseet vid Eksjöhovgårds värdshus.
- Komstad kvarn längs vägen mot Bringetofta.

## Bildgalleri

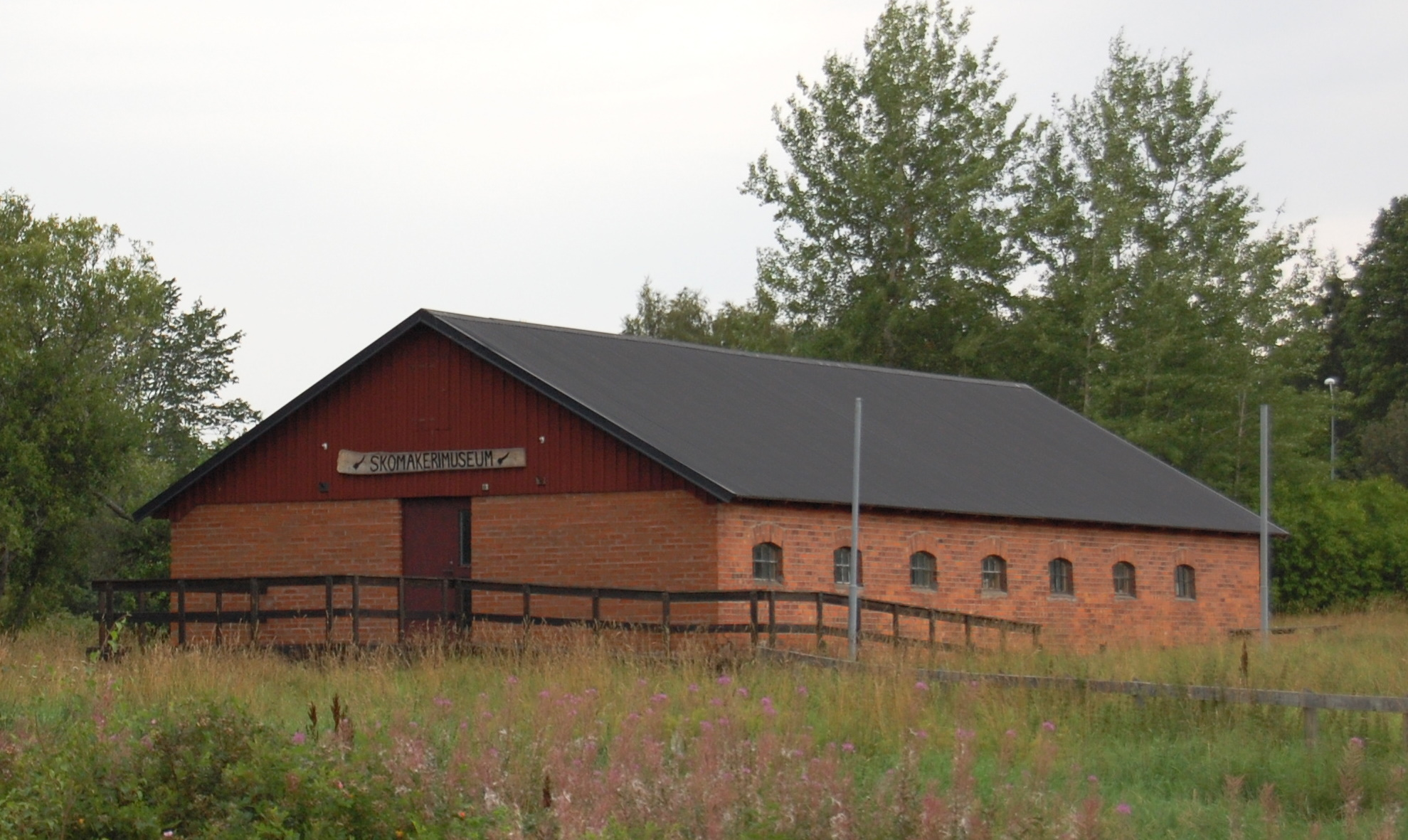
Skomakerimuseet vid Eksjöhovgård
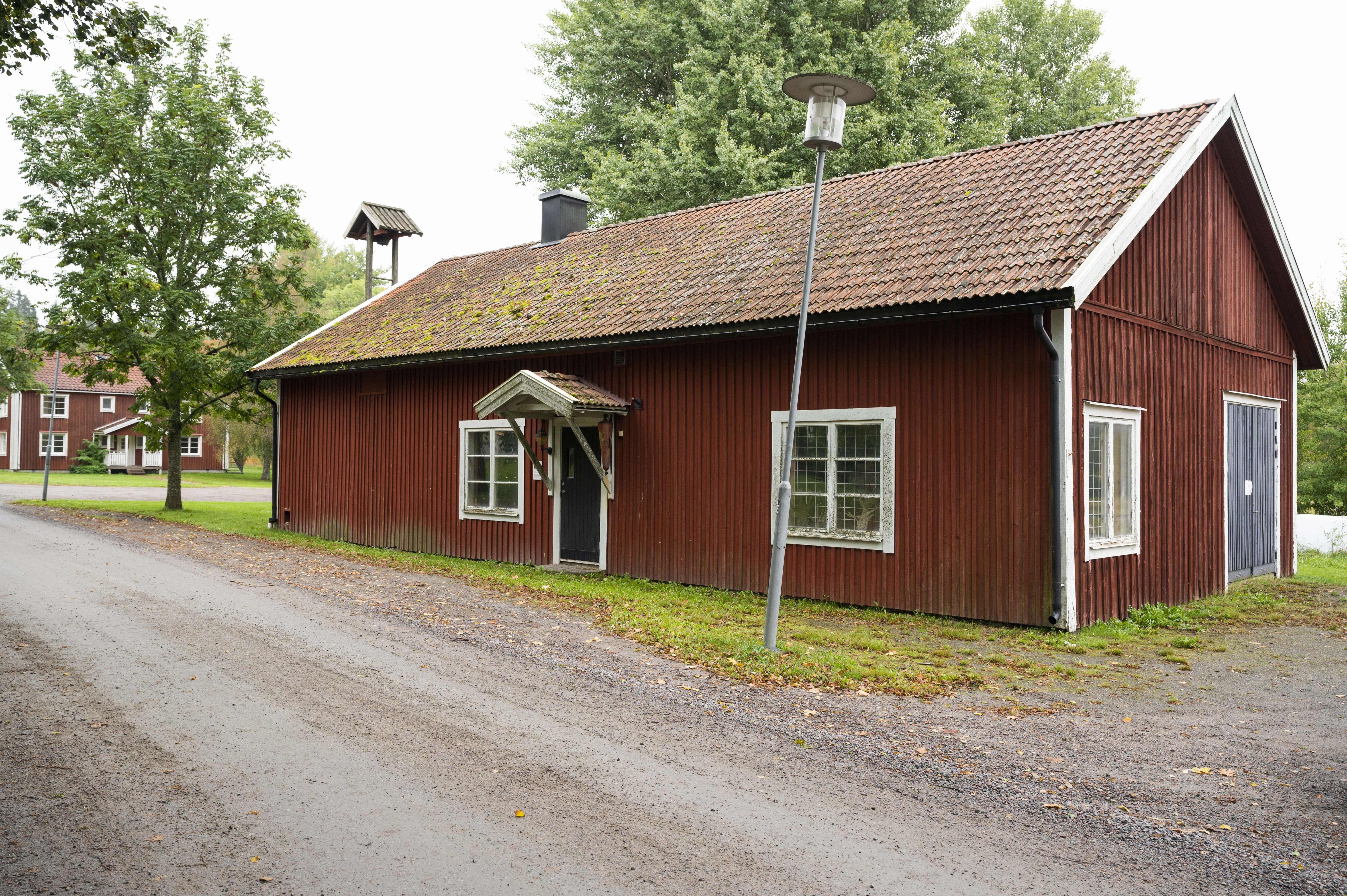
Brandmuseet
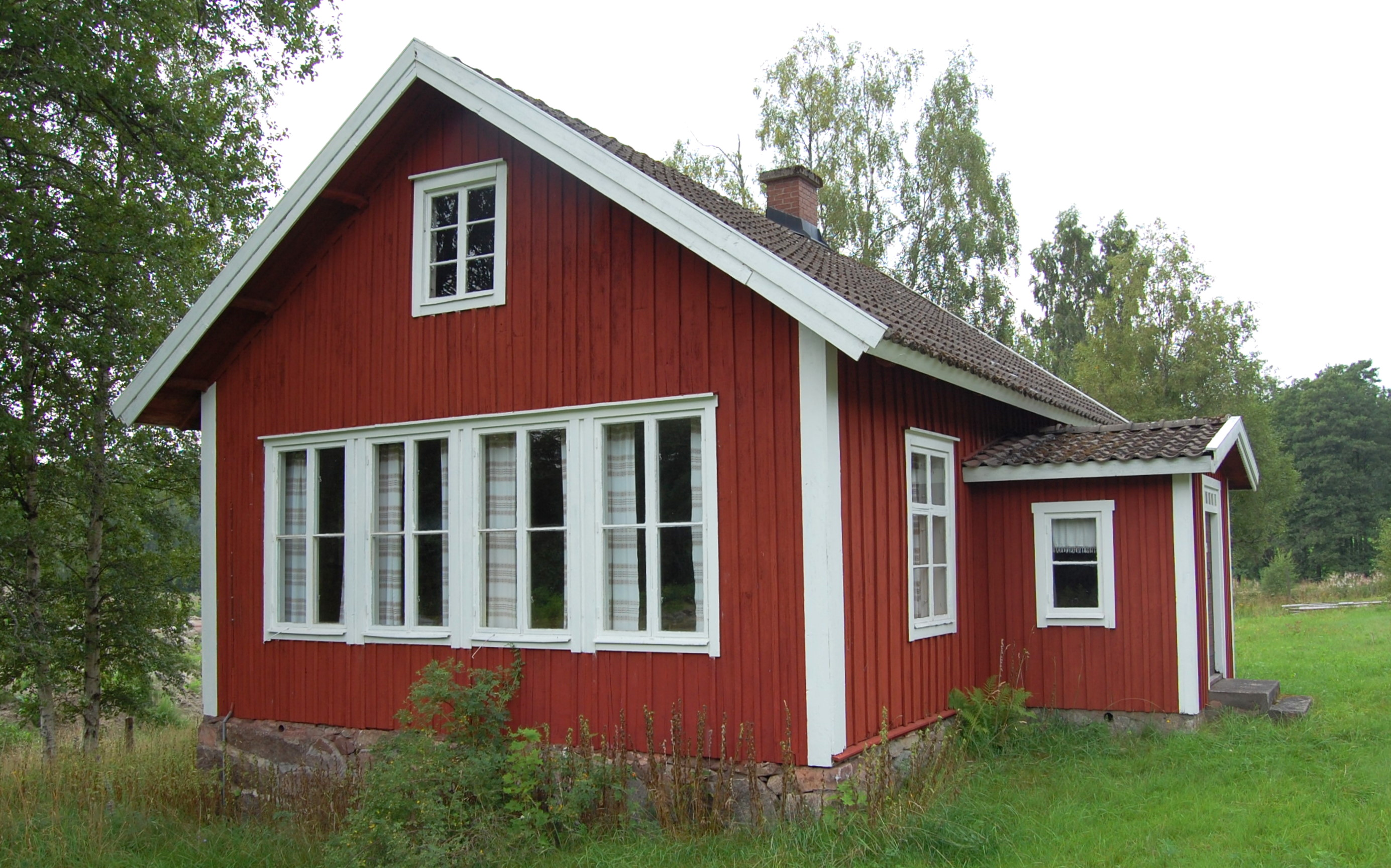
Dragets skolmuseum
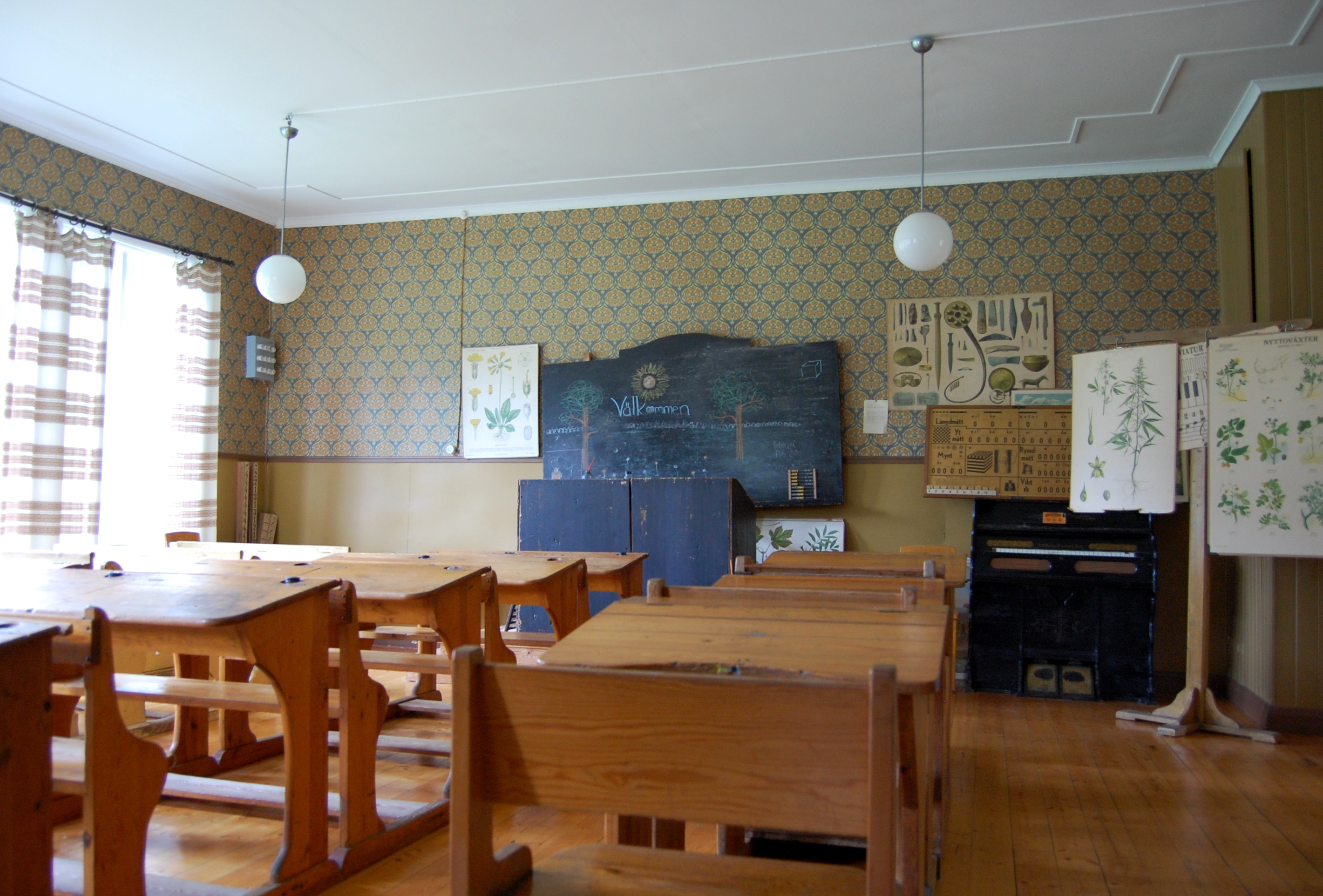
Skolmuseet Draget